# Шишигин, Фирс Ефимович
Фи́рс Ефи́мович Шиши́гин (1908—1985) — советский театральный режиссёр, педагог. Народный артист СССР (1964). Лауреат Сталинской премии третьей степени (1951) и Государственной премии имени К. С. Станиславского (1971).

## Биография
Фирс Шишигин родился 17 (30) августа 1908 года в деревне Борок-Городок (ныне в Виноградовском районе Архангельской области) в крестьянской семье.
Раннее детство провёл в Архангельске, учился в церковно-приходской школе. С 1918 года жил с отцом в Симбирске (ныне Ульяновск). Впервые попробовал себя в качестве режиссёра в 1922 году, будучи вожатым пионерского отряда.
В 1925—1929 годах учился на режиссёрском отделении Ленинградского техникума сценических искусств (ныне Российский государственный институт сценических искусств) (руководитель С. Э. Радлов, педагоги В. А. Соловьёв, С. С. Мокульский, Л. С. Вивьен). Среди его друзей этих лет Н. К. Черкасов, Б. П. Чирков, Д. Д. Шостакович.
Профессионально попробовал заниматься режиссурой в 1928 году в Театре классических миниатюр, организованном им совместно с Г. Иониным и А. Г. Прейсом в Ленинградском театре Юсуповского дворца; был поставлен единственный спектакль — «Театр Клары Газуль» П. Мериме.
В 1929—1933 годы — режиссёр Ленинградского ТРАМа (ныне театр «Балтийский дом»), написал совместно с М. Соколовским и А. Пиотровским оперетту «Зелёный цех», преподавал актёрское мастерство в техникуме ТРАМа, заведовал массовым сектором ТРАМа, руководил ТРАМом текстильной фабрики имени В. Ногина.
В 1932 году снялся в кино в роли курсанта-тракториста Саньки в фильме «Сложный вопрос» П. П. Петрова-Бытова.
В 1933—1945 годах — художественный руководитель театров Дальнего Востока. В 1933 году создал в Никольск-Уссурийске актёрскую студию, в 1937 году преобразованную в театр 1-й Особой Краснознамённой Дальневосточной армии (ныне Драматический театр Восточного военного округа). В 1937 году был арестован по ложному доносу вместе с окружением маршала В. К. Блюхера. В 1939 году выпущен на свободу в числе необоснованно пострадавших, восстановлен во всех правах. Вернулся в свой театр, но работа с давшими на него показания учениками не пошла. Работал художественным руководителем Приморского краевого колхозно-совхозного театра (ныне Театр драмы имени В. Ф. Комиссаржевской Уссурийского городского округа) в Ворошилове и Владивостокского драматического театра им. М. Горького (ныне Приморский краевой академический драматический театр имени Горького); заведовал краевым отделом культуры во Владивостоке.
В 1945—1947 годах — главный режиссёр Ставропольского краевого театра драмы им. В. И. Ленина (ныне — имени М. Ю. Лермонтова). В 1947—1950 годах — режиссёр Московского театра драмы и комедии (ныне Театр на Таганке). В 1950—1956 годах — главный режиссёр Сталинградского драматического театра им. М. Горького; раскрыл здесь таланты К. А. Синицына, И. Г. Лапикова, И. М. Смоктуновского, Р. А. Быковой, М. Ф. Горбатовой, М. Н. Соколовой. В 1956—1960 годах — режиссёр Воронежского театра драмы им. А. В. Кольцова; наиболее значителен спектакль «Алексей Кольцов» по повести В. А. Кораблинова; открыл талант Л. С. Броневого.
С 1960 по 1978 год — директор и главный режиссёр Ярославского театра драмы имени Ф. Г. Волкова.
В последние годы был вынужден уйти из театра в связи с очередным конфликтом с отделом пропаганды и агитации обкома партии.
С 1962 года вёл курс в Ярославском театральном училище, в создании и преобразовании его в институт в 1980 году принял активное участие, профессор. С 2022 года институт носит его имя.
Заместитель председателя правления Всероссийского театрального общества (ВТО).
Член ВКП(б) с 1940 года.
Умер 29 мая 1985 года в Ярославле (по другим источникам — 25 мая). Похоронен на Военном мемориальном кладбище Ярославля. Гранитный памятник на могиле выполнили воронежские скульпторы Иван Дикунов и Эльза Пак.

### Семья
- Жена — Лидия Яковлевна Макарова (Шишигина) (25.3.1917 — 1.8.2004), театральная актриса и педагог. Заслуженная артистка РСФСР (1958).
- Сын — Владимир (род. 23.01.1936), инженер, заслуженный конструктор России.

## Награды и звания
- Заслуженный деятель искусств РСФСР (1954)[2]
- Народный артист РСФСР (1958)
- Народный артист СССР (1964)
- Сталинская премия третьей степени (1951) — за постановку спектакля «Совесть» Ю. П. Чепурина
- Государственная премия РСФСР имени К. С. Станиславского (1971) — за постановки последних лет
- Орден Ленина
- Орден Октябрьской революции (1978)
- Орден Трудового Красного Знамени
- Медаль «За доблестный труд в Великой Отечественной войне 1941—1945 гг.»

## Постановки в театрах

### ТеатрыДальнего Востока
- 1933 — «Разгром» по А. А. Фадееву
- 1935 — «Часовщик и курица» И. А. Кочерги
- «Чужой ребёнок» В. В. Шкваркина
- «Аристократы» Н. Ф. Погодина
- «Слава» В. М. Гусева
- «День чудесных обманов» Р. Б. Шеридана
- 1940 — «Воробьёвы горы» А. Д. Симукова
- 1941 — «Лжец» К. Гольдони
- 1942 — «Парень из нашего города» К. М. Симонова

### Ставропольский краевой театр драмы им. В. И. Ленина
- 1945 — «Дуэнья» Р. Б. Шеридана
- 1946 — «Старик» М. Горького
- 1947 — «Горячее сердце» А. Н. Островского
- «Русский вопрос» К. М. Симонова.

### Московский театр драмы и комедии[3]
- 1948 — «Судья» Д. Ф. Слепян
- 1948 — «За Атлантикой» А. Гайта
- 1948 — «Снежная королева» по Е. Л. Шварцу
- 1949 — «Воробьёвы горы» А. Д. Симукова
- 1949 — «Шутники» А. Н. Островского
- 1950 — «Слово женщинам» Э. А. Залитэ

### Сталинградский драматический театр им. М. Горького
- 1950 — «Совесть» Ю. П. Чепурина
- 1951 — «Грозное оружие» А. Липовского
- 1948 — «Снежная королева» по Е. Л. Шварцу
- 1951 — «Под золотым орлом» Я. А. Галана
- 1952 — «На дне» М. Горького
- 1953 — «Укрощение строптивой» У. Шекспира
- 1953 — «Большой шаг» А. М. Шейнина
- 1953 — «Великий государь» В. А. Соловьёва
- 1953 — «Большие хлопоты» Л. С. Ленча (совм. с Д. А. Граниным)
- 1954 — «Порт-Артур» А. Н. Степанова и И. Ф. Попова
- 1954 — «Семья» И. Ф. Попова
- 1955 — «Отец и сын» Л. С. Тыриной
- 1955 — «Женитьба Белугина» А. Н. Островского и Н. Я. Соловьёва
- 1956 — «Ночь испытаний» Е. Лютовского

### Воронежский театр драмы им. А. В. Кольцова
- 1957 — «После разлуки» братьев Тур
- 1957 — «Виринея» Л. Н. Сейфуллиной и В. П. Правдухина
- 1957 — «На дне» М. Горького
- 1958 — «Алексей Кольцов» по повести В. А. Кораблинова
- 1958 — «Третья патетическая» Н. Ф. Погодина
- 1959 — «Трасса» И. М. Дворецкого
- 1960 — «Чайка» А. П. Чехова

### Ярославский театр драмы им. Ф. Г. Волкова
- 1961 — «Кредит у Нибелунгов» Ф. Куна
- 1961 — «Хозяева жизни» Ю. П. Чепурина
- 1962 — «Дети солнца» М. Горького
- «Василиса Мелентьева» А. Н. Островского
- 1962 — «Каса марэ» И. П. Друцэ
- 1963 — «Фёдор Волков» Н. М. Севера
- 1964 — «Печорин» М. Д. Волобринского по М. Ю. Лермонтову
- 1965 — «Панфиловцы» И. И. Назарова
- «Мятеж на Волге» И. И. Назарова
- 1970 — «Посольский дневник» С. А. Дангулова
- «Человек и глобус» В. В. Лаврентьева
- «Царь Юрий» В. А. Соловьёва
- 1971 — «Штурманы грядущих бурь» Н. М. Севера
- 1971 — «Снега» Ю. П. Чепурина
- 1972 — «Солдатская вдова» Н. П. Анкилова
- 1977 — «Любовь Яровая» К. Тренев
- «На всякого мудреца довольно простоты» А. Н. Островского.